# Улица 22. октобра (Земун)
| улица · 22. ОКТОБРА                     | улица · 22. ОКТОБРА |
| --------------------------------------- | ------------------- |
|                                         |                     |
| Општина                                 | Земун               |
| Почетак                                 | Карађорђев трг      |
| Крај                                    | Вртларска           |
| Дужина                                  | 635 m               |
| Ширина                                  | 16 до 18 m          |
| Названа                                 | 1945.               |
|                                         |                     |
|                                         |                     |
| Спој улица 22. октобар и Карађорђев трг |                     |

Улица 22. октобра се налази у Земуну Доњи Град. Простире се од Карађорђевог трга, у Земуну, до улице Вртларске. Улица је добила назив према 22. октобру 1944. године, дану ослобођења Земуна у другом светском рату.

## Опис улице
Дужина улице износи око 635 метара, а ширина улице се креће од 16 до 18 метара. Кроз улицу пролазе аутобуске линије јавног градског саобраћаја бр: 15; 45 и 81. Од Вртларске до Карађорђевог трга улица 22. октобра се укршта са следећим улицама: Радоја Дакића, Цветна, А. Дубчека (Творничка), Н. Островског, Радничка, М. Тирша и Старца Вујадина. Улица је реконструисана током 2014-2015.
У улици се налазе фризерски салони, апотеке, продавнице, туристичке агенције, кафићи, Југолаб лабораторија, браварска радионица „Ристић“, банка, економска школа „Нада Димић“, Пољопривредни факултет, грађевинско предузеће Планум, трговинско предузеће „Бетекс“, поликлиника Земунске болнице, једно од најстаријих ватрогасних друштава у Србији - Добровољно ватрогасно друштво „Матица“ основано 1870. године и Градски парк.

## Галерија
- Поред Земунског парка
- Поред Пољопривредног факултета
- Раскрсница са Творничком
- Творничка - Карађорђев Трг
- Зграда код Радничке улице
- Угао са улицом С. Вујадина
- М. Тирша - Карађорђев Трг
- Економска школа
- Пољопривредни факултет
- ДВД „Матица“ Земун
- ГП „Планум“
- Улица 22.октобар из 1966. године